# 法園寺 (尼崎市猪名寺)
法園寺（ほうおんじ）は、兵庫県尼崎市猪名寺にある真言宗御室派の寺院。山号は猪名野山。本尊は秘仏・薬師如来像で、平安時代後期の作。

## 概要
寺伝によると、大化元年（645年）インドの僧・法道が開創、天平13年（741年）に行基が中興し、孝徳天皇が七堂伽藍三廊四門を建立し寺領八百八町を下賜したと伝えられる。
元亨元年（1321年）元弘の乱の兵火に遭い、寺領・伽藍を失うも再興。しかし天正6年（1577年）の荒木村重と織田信長の戦いでは完全に焼失した。その後、本尊が池から発見され、宝暦7年（1756年）小堂を再興、翌年、法印定暠が本堂を建立した。
明治6年（1873年）には無住のため廃寺となるが、明治11年に檀家の努力で再興された。
上記の寺伝や『摂陽群談』には、北隣にあったとされる大寺院・猪名寺と同一であったと思われる記述も見られる。

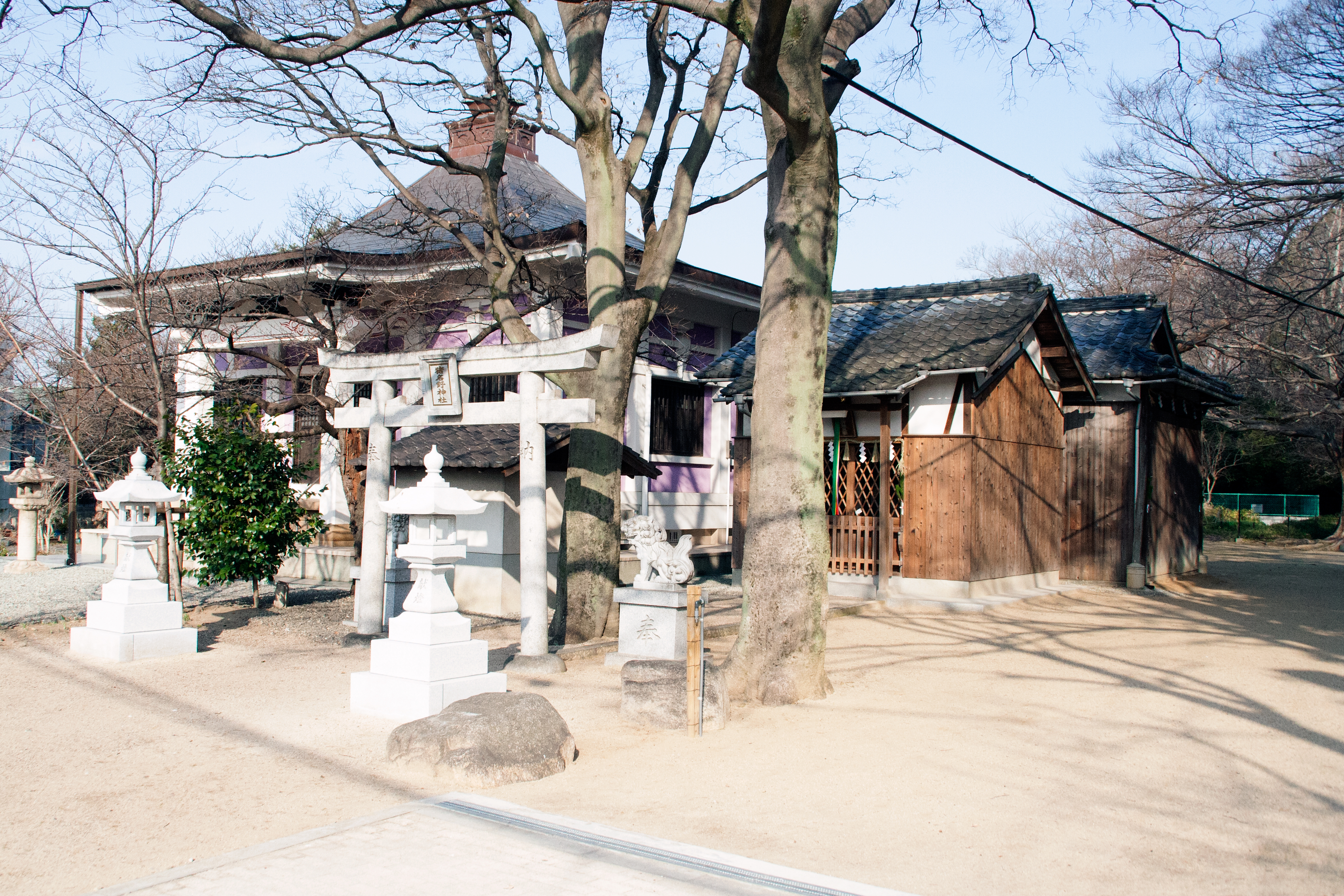
猪名野神社 元宮

## 交通
- JR西日本福知山線猪名寺駅から徒歩10分